# Stanisław Samostrzelnik
Stanisław Samostrzelnik, O.Cist. (latinsky Stanislaus Claratumbensis, 1480–1541) byl polský cisterciácký mnich, malíř, iluminátor a miniaturista. Jeho tvorba předznamenává renesanci a zároveň ještě navazuje na gotiku.

## Život
Stanisław pocházel z Krakova, a dle jeho přízviska lze soudit, že jeho otec se zabýval výrobou střelných zbraní. Stanisław se stal mnichem v cisterciáckém opatství Mogiła. Měl výtvarné nadání a s podporou opata se začal věnovat iluminování. Kolem roku 1506 pracoval též na malířské výzdobě klášterních budov. Tehdy také – po vzoru evropských humanistů – začal používat latinskou verzi svého jména, Stanislaus Claratumbensis. Jeho jméno se tehdy objevuje také ve tvaru Stanisław z Mogiły. Pracoval také pro světské zájemce z okolí kláštera, kvůli čemuž musel často pobývat mimo komunitu.
Od roku 1532 žil opět v Mogiłe. Zřídil vlastní dílnu, kde se zpracovávaly výtvarné zakázky pro šlechtu, duchovenstvo a dokonce pro královský dvůr. Iluminoval například mírovou smlouvu s Turky a je autorem portrétu biskupa Piotra Tomického. Zemřel v Mogiłe roku 1541. Je po něm pojmenována jedna z ulic sídliště Nowa Huta v Krakově.